# Жиракув (гміна)
Гміна Жиракув (пол. Gmina Żyraków) — сільська гміна у східній Польщі. Належить до Дембицького повіту Підкарпатського воєводства.
Станом на 31 грудня 2011 у гміні проживало 13633 особи.

## Територія
Згідно з даними за 2007 рік площа гміни становила 110.29 км², у тому числі:
- орні землі: 82.00%
- ліси: 9.00%

Таким чином, площа гміни становить 14.21% площі повіту.

## Населення
Станом на 31 грудня 2011:
| Опис     | Загалом | Загалом | Чоловіки | Чоловіки | Жінки | Жінки |
| -------- | ------- | ------- | -------- | -------- | ----- | ----- |
| одиниця  | осіб    | %       | осіб     | %        | осіб  | %     |
| все      | 13633   | 100     | 6811     | 49.96    | 6822  | 50.04 |
| міське   | 0       | 100     | 0        |          | 0     |       |
| сільське | 13633   | 100     | 6811     | 49.96    | 6822  | 50.04 |

## Сусідні гміни
Гміна Жиракув межує з такими гмінами: Дембиця, Дембиця, Пшецлав, Радомишль-Великий, Чарна.